# Micky van de Ven
Micky van de Ven (Wormer, 19 aprile 2001) è un calciatore olandese, difensore del Tottenham e della nazionale olandese.

## Caratteristiche tecniche
Mancino di piede, è un difensore centrale che all'occorrenza può anche ricoprire il ruolo di terzino sinistro.

## Carriera

### Club

#### Gli inizi
Cresciuto nel settore giovanile del Volendam, ha esordito in prima squadra il 4 ottobre 2019, disputando l'incontro di Eerste Divisie perso per 3-1 contro lo Jong PSV.

#### Wolfsburg
Nell'agosto 2021 è stato acquistato dai tedeschi del Wolfsburg, formazione militante in Bundesliga, con cui ha firmato un contratto quadriennale. Così ha esordito in campionato il 6 novembre successivo, nell'incontro vinto per 1-0 contro l'Augusta, subentrando a Sebastiaan Bornauw al 56'. Segna la sua prima rete con i tedeschi nella vittoria per 2-0 contro il Borussia Dortmund, dell'8 novembre 2022.

#### Tottenham
L'8 agosto 2023 viene ufficializzato il suo passaggio al Tottenham per 50 milioni di euro. Fa il suo debutto con gli Spurs il 13 agosto, nella prima di campionato, contro il Brentford (2-2). Trova il suo primo gol con gli inglesi il 7 ottobre, segnando la rete decisiva contro il Luton Town (1-0).

### Nazionale
Nel 2021 ha esordito con la nazionale olandese Under-21.
Dopo essere stato inserito tra i pre-convocati per i Mondiali 2022 (senza fare parte della rosa finale), nel settembre 2023 viene chiamato per gli impegni contro Grecia e Irlanda.
Il 13 ottobre 2023 esordisce con la massima selezione olandese nella sconfitta contro la Francia (1-2).
Il 10 giugno 2025 realizza il suo primo gol per i Paesi Bassi nel successo per 8-0 contro Malta.

## Statistiche

### Presenze e reti nei club
Statistiche aggiornate al 13 agosto 2025.
| Stagione         | Squadra          | Campionato       | Campionato | Campionato | Coppe nazionali | Coppe nazionali | Coppe nazionali | Coppe continentali | Coppe continentali | Coppe continentali | Altre coppe | Altre coppe | Altre coppe | Totale | Totale |
| Stagione         | Squadra          | Comp             | Pres       | Reti       | Comp            | Pres            | Reti            | Comp               | Pres               | Reti               | Comp        | Pres        | Reti        | Pres   | Reti   |
| ---------------- | ---------------- | ---------------- | ---------- | ---------- | --------------- | --------------- | --------------- | ------------------ | ------------------ | ------------------ | ----------- | ----------- | ----------- | ------ | ------ |
| 2019-2020        | Volendam         | EED              | 19         | 0          | CO              | 1               | 0               | -                  | -                  | -                  | -           | -           | -           | 20     | 0      |
| 2020-2021        | Volendam         | EED              | 26+1       | 2+0        | CO              | 1               | 0               | -                  | -                  | -                  | -           | -           | -           | 28     | 2      |
| Totale Altınordu | Totale Altınordu | Totale Altınordu | 46         | 2          |                 | 2               | 0               |                    | -                  | -                  |             | -           | -           | 48     | 2      |
| 2021-2022        | Wolfsburg        | BL               | 5          | 0          | CG              | 0               | 0               | UCL                | 0                  | 0                  | -           | -           | -           | 5      | 0      |
| 2022-2023        | Wolfsburg        | BL               | 33         | 1          | CG              | 3               | 0               | -                  | -                  | -                  | -           | -           | -           | 36     | 1      |
| Totale Wolfsburg | Totale Wolfsburg | Totale Wolfsburg | 38         | 1          |                 | 3               | 0               |                    | -                  | -                  |             | -           | -           | 41     | 1      |
| 2023-2024        | Tottenham        | PL               | 27         | 3          | FACup+CdL       | 1+1             | 0               | -                  | -                  | -                  | -           | -           | -           | 29     | 3      |
| 2024-2025        | Tottenham        | PL               | 12         | 0          | FACup+CdL       | 0+1             | 0               | UEL                | 8                  | 0                  | -           | -           | -           | 21     | 0      |
| 2025-2026        | Tottenham        | PL               | 0          | 0          | FACup+CdL       | 0               | 0               | UCL                | 0                  | 0                  | SU          | 1           | 1           | 1      | 1      |
| Totale Tottenham | Totale Tottenham | Totale Tottenham | 39         | 3          |                 | 3               | 0               |                    | 8                  | 0                  |             | 1           | 1           | 51     | 4      |
| Totale carriera  | Totale carriera  | Totale carriera  | 123        | 6          |                 | 8               | 0               |                    | 8                  | 0                  |             | 1           | 1           | 140    | 7      |

### Cronologia presenze e reti in nazionale
| Cronologia completa delle presenze e delle reti in nazionale ― Paesi Bassi | Cronologia completa delle presenze e delle reti in nazionale ― Paesi Bassi | Cronologia completa delle presenze e delle reti in nazionale ― Paesi Bassi | Cronologia completa delle presenze e delle reti in nazionale ― Paesi Bassi | Cronologia completa delle presenze e delle reti in nazionale ― Paesi Bassi | Cronologia completa delle presenze e delle reti in nazionale ― Paesi Bassi | Cronologia completa delle presenze e delle reti in nazionale ― Paesi Bassi | Cronologia completa delle presenze e delle reti in nazionale ― Paesi Bassi |
| Data                                                                       | Città                                                                      | In casa                                                                    | Risultato                                                                  | Ospiti                                                                     | Competizione                                                               | Reti                                                                       | Note                                                                       |
| -------------------------------------------------------------------------- | -------------------------------------------------------------------------- | -------------------------------------------------------------------------- | -------------------------------------------------------------------------- | -------------------------------------------------------------------------- | -------------------------------------------------------------------------- | -------------------------------------------------------------------------- | -------------------------------------------------------------------------- |
| 13-10-2023                                                                 | Eindhoven                                                                  | Paesi Bassi                                                                | 1 – 2                                                                      | Francia                                                                    | Qual. Euro 2024                                                            | -                                                                          | 80’                                                                        |
| 16-10-2023                                                                 | Atene                                                                      | Grecia                                                                     | 0 – 1                                                                      | Paesi Bassi                                                                | Qual. Euro 2024                                                            | -                                                                          | 74’                                                                        |
| 6-6-2024                                                                   | Rotterdam                                                                  | Paesi Bassi                                                                | 4 – 0                                                                      | Canada                                                                     | Amichevole                                                                 | -                                                                          |                                                                            |
| 10-6-2024                                                                  | Rotterdam                                                                  | Paesi Bassi                                                                | 4 – 0                                                                      | Islanda                                                                    | Amichevole                                                                 | -                                                                          | 66’                                                                        |
| 16-6-2024                                                                  | Amburgo                                                                    | Polonia                                                                    | 1 – 2                                                                      | Paesi Bassi                                                                | Euro 2024 - 1º turno                                                       | -                                                                          | 87’                                                                        |
| 25-6-2024                                                                  | Berlino                                                                    | Paesi Bassi                                                                | 2 – 3                                                                      | Austria                                                                    | Euro 2024 - 1º turno                                                       | -                                                                          | 65’                                                                        |
| 2-7-2024                                                                   | Monaco di Baviera                                                          | Romania                                                                    | 0 – 3                                                                      | Paesi Bassi                                                                | Euro 2024 - Ottavi di finale                                               | -                                                                          | 69’                                                                        |
| 6-7-2024                                                                   | Berlino                                                                    | Paesi Bassi                                                                | 2 – 1                                                                      | Turchia                                                                    | Euro 2024 - Quarti di finale                                               | -                                                                          | 73’                                                                        |
| 11-10-2024                                                                 | Budapest                                                                   | Ungheria                                                                   | 1 – 1                                                                      | Paesi Bassi                                                                | UEFA Nations League 2024-2025 - 1º turno                                   | -                                                                          |                                                                            |
| 14-10-2024                                                                 | Monaco di Baviera                                                          | Germania                                                                   | 1 – 0                                                                      | Paesi Bassi                                                                | UEFA Nations League 2024-2025 - 1º turno                                   | -                                                                          |                                                                            |
| 7-6-2025                                                                   | Helsinki                                                                   | Finlandia                                                                  | 0 – 2                                                                      | Paesi Bassi                                                                | Qual. Mondiali 2026                                                        | -                                                                          | 62’                                                                        |
| 10-6-2025                                                                  | Groninga                                                                   | Paesi Bassi                                                                | 8 – 0                                                                      | Malta                                                                      | Qual. Mondiali 2026                                                        | 1                                                                          |                                                                            |
| Totale                                                                     |                                                                            | Presenze                                                                   | 12                                                                         |                                                                            | Reti                                                                       | 1                                                                          |                                                                            |

## Palmarès

### Competizioni internazionali
- UEFA Europa League: 1

Tottenham: 2024-2025